# Frontina laeta

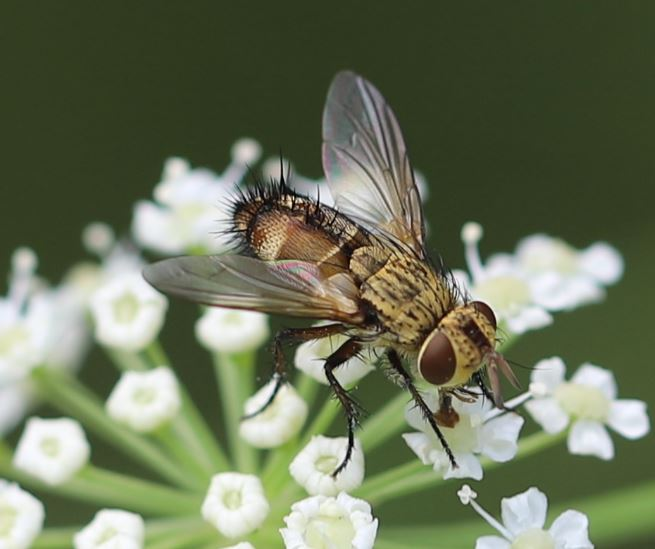

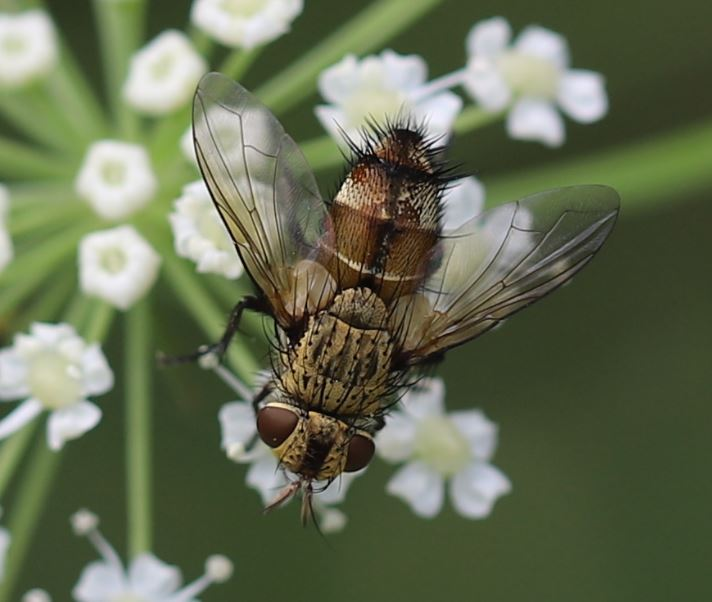

Frontina laeta ist eine Raupenfliege aus der Unterfamilie Exoristinae. Sie ist eine von fünf Arten der Gattung Frontina und die einzige in Europa.

## Merkmale
Die Fliegen sind etwa 10 mm lang. Sie besitzen eine hellbraune Grundfärbung. Über den Thorax verlaufen mehrere schmale dunkle Längsstriche. Über den vorderen Hinterleib verlaufen zwei breite braune Querbänder. Die hinteren Tergite weisen zahlreiche schwarze Borstenhaare auf. Die Femora sind zum Teil rotbraun gefärbt. Tibien und Tarsen sind schwarz. Der Körper weist lange schwarze Borstenhaare auf. Die Wangen unterhalb der rotbraunen Facettenaugen bilden eine größere blassgelbe Fläche.

## Verbreitung
Frontina laeta ist in der Paläarktis verbreitet. Die Art kommt in weiten Teilen Europas vor. Im Norden reicht das Vorkommen bis nach Fennoskandinavien und nach England, im Süden bis nach Spanien, Korsika und Italien. Im Osten reicht das Verbreitungsgebiet über Sibirien bis nach Korea.

## Lebensweise
Die Fliegen beobachtet man von Juni bis September. Sie besuchen die Blüten von Doldenblütlern wie den Berg-Haarstrang. Die Weibchen legen ihre Eier an Schmetterlingsraupen ab. Als Wirtsarten werden genannt: der Pappelschwärmer (Laothoe populi), das Abendpfauenauge (Smerinthus ocellata) und der Ligusterschwärmer (Sphinx ligustri). Die Weibchen legen ein Ei an der Wirtsraupe ab. Die geschlüpfte Fliegenlarve bohrt sich in ihren Wirt hinein und frisst diesen als Endoparasitoid von innen auf.